# Sulfate de nickel(II)
Le sulfate de nickel(II) est un composé inorganique de formule chimique NiSO4 sous forme anhydre. Il peut également se présenter sous forme hydratée (hexahydratée et heptahydratée). Ce composé bleu très soluble dans l'eau est une source courante d'ions Ni2+ en particulier pour l'électroplacage.
En 2005 et 2006, le sulfate de nickel a été le plus fort allergène dans les tests épicutanés.

## Structure
Pas moins de sept formes du sulfate de nickel(II) sont connues. Ces sels différent dans leur degré d'hydratation et dans leur structure cristalline.
L'hexahydrate tétragonal, le sel le plus commun, cristallise de solutions aqueuses de 30,7 à 53,8 °C. Sous ces températures, un heptahydrate cristallise et en dessous encore une forme hexahydrate orthorhombique. La forme anhydre légèrement jaune, NiSO4, a une haute température de fusion rarement rencontrée en laboratoire. Il est produit par déshydratation d'une forme hydratée à plus de 330 °C et il se décompose lui-même à plus haute température en oxyde de nickel. 
Toutes les formes de sulfate de nickel sont paramagnétiques